# Pavel Vladimirovič Cybin
Pavel Vladimirovič Cybin, in letteratura anglosassone Pavel Vladimirovich Tsybin, in cirillico Павел Владимирович Цыбин (5 gennaio 1906, 23 dicembre 1905 del calendario giuliano – 4 febbraio 1992), è stato un ingegnere sovietico.
Posto a capo dell’OKB-256, progettò aerei a razzo sperimentali, e lavorò ad aerei ad altissime prestazioni con statoreattori. Dopo la chiusura del suo OKB, collaborò con l'ufficio di Myasishchev, ed in seguito a programmi spaziali con Korolëv e Čelomej. Fu vice progettista del programma Buran fino alla sua morte.

## Vita
Posto a capo dell'OKB-256, Cybin iniziò a lavorare ad aerei sperimentali a razzo subito dopo la fine della seconda guerra mondiale. Il 23 maggio 1955 fu scelto per la costruzione del Tsybin RS, un velivolo da ricognizione aviolanciato capace in teoria di raggiungere velocità nell'ordine dei Mach 3.
Nel 1957, in risposta al programma statunitense Dynasoar, il suo ufficio tecnico fu incaricato di sviluppare uno spazioplano con equipaggio umano. Con la cooperazione di Korolev, realizzò il progetto del PKA, che firmò il 17 maggio 1959. In seguito, il suo lavoro fu alla base per il progetto Spiral della MiG.
Nell'ottobre dello stesso anno, il suo OKB venne chiuso, e con il suo staff fu trasferito presso l'ufficio di Myasishchev. Iniziò quindi a lavorare alla navetta spaziale VKA-23. Poco dopo fu chiuso anche l'OKB di Myasishchev, e Cybin venne trasferito prima presso la Filiale 1 dell'ufficio di Čelomej, poi all'OKB di Korolëv. Qui, Cybin lavorò ai veicoli spaziali per voli umani Vostok e Sojuz, oltre che a sonde planetarie e satelliti per comunicazioni tipo Molniya.
Nel 1974, divenne vice progettista presso il programma Buran, lo space shuttle sovietico. Mantenne questa posizione fino alla sua morte, avvenuta il 4 febbraio 1992.